# Slowakije op de Paralympische Winterspelen 2018
Slowakije was een van de landen die deelnam aan de Paralympische Winterspelen 2018 in Pyeongchang, Zuid-Korea.

## Medailleoverzicht
| Sport       | Paralympiër                               | Onderdeel                            | Medaille |
| ----------- | ----------------------------------------- | ------------------------------------ | -------- |
| Alpineskiën | Henrieta Farkasova Gids: Natalia Subrtova | Afdaling, visueel beperkt (v)        | Goud     |
| Alpineskiën | Henrieta Farkasova Gids: Natalia Subrtova | Super G, visueel beperkt (v)         | Goud     |
| Alpineskiën | Henrieta Farkasova Gids: Natalia Subrtova | Supercombinatie, visueel beperkt (v) | Goud     |
| Alpineskiën | Henrieta Farkasova Gids: Natalia Subrtova | Reuzenslalom, visueel beperkt (v)    | Goud     |
| Alpineskiën | Miroslav Haraus Gids: Maros Hudik         | Supercombinatie, visueel beperkt (m) | Goud     |
| Alpineskiën | Jakub Krako Gids: Branislav Brozman       | Super G, visueel beperkt (m)         | Goud     |
|             |                                           |                                      |          |
| Alpineskiën | Henrieta Farkasova Gids: Natalia Subrtova | Slalom, visueel beperkt (v)          | Zilver   |
| Alpineskiën | Jakub Krako Gids: Branislav Brozman       | Afdaling, visueel beperkt (m)        | Zilver   |
| Alpineskiën | Jakub Krako Gids: Branislav Brozman       | Reuzenslalom, visueel beperkt (m)    | Zilver   |
| Alpineskiën | Jakub Krako Gids: Branislav Brozman       | Slalom, visueel beperkt (m)          | Zilver   |
|             |                                           |                                      |          |
| Alpineskiën | Miroslav Haraus Gids: Maros Hudik         | Super G, visueel beperkt (m)         | Brons    |

## Deelnemers en resultaten
(m) = mannen, (v) = vrouwen 

### Alpineskiën
| Paralympiër                               | Onderdeel                            | Resultaat | Prestatie         |
| ----------------------------------------- | ------------------------------------ | --------- | ----------------- |
| Martin France                             | Afdaling, staand (m)                 | 16e       | 1:31.82           |
| Martin France                             | Super G, staand (m)                  | 6e        | 1:28.66           |
| Martin France                             | Supercombinatie, staand (m)          | 8e        | 2:18.54           |
| Martin France                             | Reuzenslalom, staand (m)             | 4e        | 2:14.80           |
| Martin France                             | Slalom, staand (m)                   | 11e       | 1:46.23           |
| Miroslav Haraus Gids: Maros Hudik         | Afdaling, visueel beperkt (m)        | DNF       | Niet gefinisht    |
| Miroslav Haraus Gids: Maros Hudik         | Super G, visueel beperkt (m)         | Brons     | 1:26.66           |
| Miroslav Haraus Gids: Maros Hudik         | Supercombinatie, visueel beperkt (m) | Goud      | 2:14.22           |
| Miroslav Haraus Gids: Maros Hudik         | Reuzenslalom, visueel beperkt (m)    | 4e        | 2:17.67           |
| Miroslav Haraus Gids: Maros Hudik         | Slalom, visueel beperkt (m)          | DSQ       | Gediskwalificeerd |
| Jakub Krako Gids: Branislav Brozman       | Afdaling, visueel beperkt (m)        | Zilver    | 1:25.35           |
| Jakub Krako Gids: Branislav Brozman       | Super G, visueel beperkt (m)         | Goud      | 1:26.11           |
| Jakub Krako Gids: Branislav Brozman       | Supercombinatie, visueel beperkt (m) | DSQ       | Gediskwalificeerd |
| Jakub Krako Gids: Branislav Brozman       | Reuzenslalom, visueel beperkt (m)    | Zilver    | 2:15.59           |
| Jakub Krako Gids: Branislav Brozman       | Slalom, visueel beperkt (m)          | Zilver    | 1:37.54           |
| Marek Kubacka Gids: Maria Zatovicova      | Super G, visueel beperkt (m)         | 7e        | 1:31.97           |
| Marek Kubacka Gids: Maria Zatovicova      | Supercombinatie, visueel beperkt (m) | DNF       | Niet gefinisht    |
| Marek Kubacka Gids: Maria Zatovicova      | Reuzenslalom, visueel beperkt (m)    | 5e        | 2:18.93           |
| Marek Kubacka Gids: Maria Zatovicova      | Slalom, visueel beperkt (m)          | 7e        | 1:48.12           |
|                                           |                                      |           |                   |
| Henrieta Farkasova Gids: Natalia Subrtova | Afdaling, visueel beperkt (v)        | Goud      | 1:29.72           |
| Henrieta Farkasova Gids: Natalia Subrtova | Super G, visueel beperkt (v)         | Goud      | 1:30.17           |
| Henrieta Farkasova Gids: Natalia Subrtova | Supercombinatie, visueel beperkt (v) | Goud      | 2:27.72           |
| Henrieta Farkasova Gids: Natalia Subrtova | Reuzenslalom, visueel beperkt (v)    | Goud      | 2:23.00           |
| Henrieta Farkasova Gids: Natalia Subrtova | Slalom, visueel beperkt (v)          | Zilver    | 1:52.46           |
| Petra Smarzova                            | Super G, staand (v)                  | DNF       | Niet gefinisht    |
| Petra Smarzova                            | Supercombinatie, staand (v)          | 6e        | 2:41.93           |
| Petra Smarzova                            | Reuzenslalom, staand (v)             | 5e        | 2:31.06           |
| Petra Smarzova                            | Slalom, staand (v)                   | 5e        | 2:03.18           |

### Rolstoelcurling
| Paralympiër                                                             | Onderdeel     | Resultaat | Prestatie |
| ----------------------------------------------------------------------- | ------------- | --------- | --- |
| Radoslav Duric Monika Kunkelova Imrich Lyocsa Dusan Pitonak Peter Zatko | Team, gemengd | 9e        | Groepsfase (9e) SVK - FIN: 7 - 6 SVK - SUI: 5 - 6 SVK - KOR: 5 - 7 GER - SVK: 7 - 6 SWE - SVK: 3 - 8 GBR - SVK: 5 - 6 NPA - SVK: 7 - 5 SVK - CAN: 5 - 9 SVK - CHN: 2 - 9 NOR - SVK: 7 - 6 USA - SVK: 6 - 7 |

Andorra · Argentinië · Armenië · Australië · België · Bosnië en Herzegovina · Brazilië · Bulgarije · Canada · Chili · China · Denemarken · Duitsland · Finland · Frankrijk · Georgië · Griekenland · Groot-Brittannië · Hongarije · IJsland · Iran · Italië · Japan · Kazachstan · Kroatië · Mexico · Mongolië · Nederland · Nieuw-Zeeland · Noord-Korea · Noorwegen · Oekraïne · Oezbekistan · Oostenrijk · Polen · Roemenië · Servië · Slovenië · Slowakije · Spanje · Tadzjikistan · Tsjechië · Turkije · Verenigde Staten · Wit-Rusland · Zuid-Korea · Zweden · Zwitserland
Neutrale paralympische atleten